# Anime himitsu no hanazono
O Jardim Mágico (アニメ ひみつの花園, Himitsu no Hanazono) é uma série de anime baseada no romance O Jardim Secreto escrito por Frances Hodgson Burnett. O anime foi transmitido no Japão entre 19 de abril de 1991 até 27 de março de 1992 no canal NHK e em Portugal a série foi emitida na TVI em 1993 com dobragem italiana legendada em português.[carece de fontes?]
A série é sobre Mary Lennox, uma pequena órfã que vai viver com o seu tio na Inglaterra após a morte dos pais e descobre que no castelo onde viveu, tem um maravilhoso jardim secreto.

## Enredo
Após a morte dos seus pais por uma epidemia de tifo, a pequena Mary Lennox da Índia Britânica vai morar em Yorkshire, na Inglaterra, no castelo do seu tio Peter Crawen. Mary é uma garota egoísta e imediatamente se choca com a senhorita Medlock, governanta do castelo, que o tio de Mary contratou para dar-lhe uma educação digna de uma garota de boa família. Mary conhece tudo no doce castelo de Martha, que a ajuda para se adaptar na sua nova vida e casa, e Dick o irmão de Marta, um menino da mesma idade, que adora muito dos animais, também se torna o companheiro delas em várias aventuras.
O encontro será ainda mais extraordinário, com a cartomante Camilla, que vive numa charneca, banida da comunidade, temida e evitada por todos. A primeira vez que Mary vê Camilla se engana, achando que ela é sua mãe perdida, logo elas imediatamente estabelecem uma empatia profunda.
Ao longo do tempo, Mary com a ajuda dos seus amigos começam a entender os ritmos da vida no castelo e na charneca e gradualmente percebem que esses lugares são permeados por grandes mistérios dos quais todo mundo está ciente, mas que ninguém se atreve falar. Qual é a verdade sobre a morte de Lilias Craven, esposa de Arcibald e tia de Mary? Existe realmente um "Jardim Mágico"? No qual há lendas em que os sussurros aterrorizaram os funcionários que impedem o acesso? E de quem é o grito desesperado que ecoa a noite no castelo? Mas acima de tudo, que é realmente Camilla, "a bruxa", "a mensageira do diabo", como é apelidada na aldeia? Por que tem um fecho em forma de borboleta idêntico ao de Mary, que é a única lembrança da mãe? E qual o papel que fez a misteriosa morte do jovem châtelaine?
A vida do castelo e da comunidade, são interrompidas após os terríveis acontecimentos de 10 anos, e Mary compreende que somente ao revelar todos esses mistérios da vida na charneca vai retomar tudo o quanto antes.

## Elenco
| Personagem                    | Seiyūs          | Dobragem italiana |
| ----------------------------- | --------------- | ----------------- |
| Mary Lennox                   | Miina Tominaga  | Emanuela Pacotto  |
| Arcibald Craven (tio de Mary) | Osamu Saka      | Antonio Paiola    |
| Sra. Medlock (governanta)     | Yoshiko Ohta    | Graziella Porta   |
| Martha (empregada)            | Chika Sakamoto  | Marina Massironi  |
| Camilla (cigana)              | Fumi Hirano     | Maddalena Vadacca |
| Colin Craven (primo de Mary)  | Minami Takayama | Stefano Dondi     |
| Dick (amigo de Marta)         | Mayumi Tanaka   | Davide Garbolino  |

## Música
Tema de abertura:
- 逆転タイフーン (Gyakuten Typhoon) interpretada por Yoshie Hayasaka.

Tema de encerramento:
- はらほろひれはれ (Harahorohirehare) interpretada por Yoshie Hayasaka.

A abertura italiana, intitulada "Mary e il giardino dei misteri", foi criada por Gino De Stefani e Paolo Marino, arranjada por Max Longhi, escrita por Alessandra Valeri Manera, e cantada por Cristina D'Avena.